# 拉瓦尔恩普
拉瓦尔恩普（Lawar NP），是印度北方邦Meerut县的一个城镇。总人口18050（2001年）。

## 人口
该地2001年总人口18050人，其中男性9537人，女性8513人；0—6岁人口3462人，其中男1874人，女1588人；识字率45.02%，其中男性为54.69%，女性为34.19%。